# Cedar Breaks National Monument

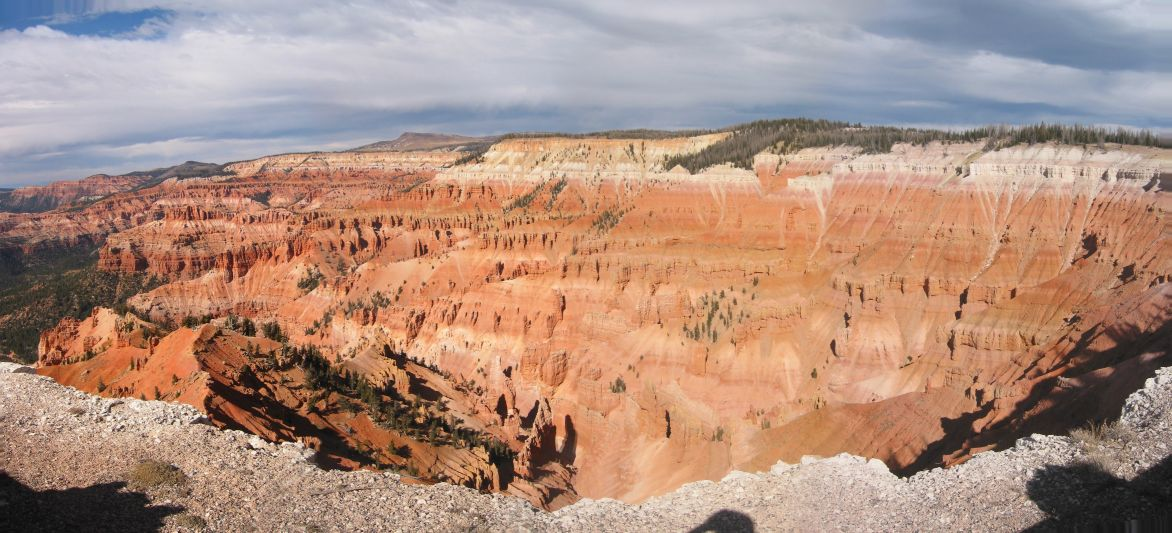
Cedar Breaks National Monument

Cedar Breaks National Monument – Narodowy pomnik Stanów Zjednoczonych, znajdujący się w hrabstwie Iron w amerykańskim stanie Utah. Park o powierzchni około 25 km² obejmuje swoim zasięgiem naturalną nieckę w kształcie amfiteatru o szerokości prawie 5 km i głębokości ponad 600 metrów.
Park położony jest w pobliżu zachodniego brzegu Wyżyny Kolorado, niedaleko parków narodowych Zion i Bryce Canyon. Na terenie parku wytyczonych jest kilkanaście pieszych szlaków turystycznych. Ze względu na położenie na wysokości ponad 3000 m n.p.m. i częste zaleganie śniegu przebiegająca przez park trasa widokowa jest często zamykana w okresie od października do maja, sam park jest jednak dostępny przez cały rok.

## Historia
Przed przybyciem Europejczyków do Ameryki Północnej obecny teren Cedar Breaks był zamieszkiwany przez Indian z plemienia Pajutów. Nazywali go oni u-map-wich, co można przetłumaczyć jako "miejsce, w którym nieustannie osuwają się skały" (ang."the place where the rocks are sliding down constantly").

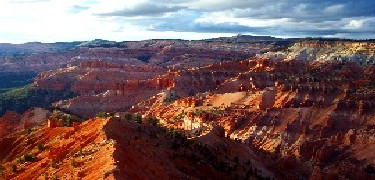
Cedar Breaks National Monument

W 1924 roku firma Utah Parks Company, będąca częścią linii kolejowych Union Pacific Railroad, wybudowała na terenie obecnego parku schronisko, by zachęcić pasażerów kolei do odwiedzenia okolicy. W 1970 roku Utah Parks Company przekazała wszystkie swoje schroniska w posiadanie federalnej agencji National Park Service, która uznała utrzymywanie schroniska w Cedar Breaks za nieopłacalne i wyburzyła je w 1972 roku. Wzbudziło to tak wiele protestów, że National Park Service zdecydowała się wyremontować i pozostawić schroniska w pobliskich parkach narodowych Zion, Bryce Canyon i Wielkiego Kanionu.
Obszar Cedar Breaks został ustanowiony narodowym pomnikiem USA 22 sierpnia 1933 roku decyzją ówczesnego prezydenta Stanów Zjednoczonych, Franklina Delano Roosevelta. W 1937 roku wybudowano na terenie parku ośrodek dla odwiedzających. Stał się on ważnym zabytkiem, 4 sierpnia 1983 roku wpisano go na krajową listę miejsc historycznych.
Obecnie lokalni działacze samorządowi rozważają podjęcie starań o powiększenie obszaru objętego ochroną i podniesienie rangi Cedar Breaks do statusu parku narodowego.

## Geologia
Obecny obraz geologiczny obszarów na których znajduje się Cedar Breaks rozpoczął swe kształtowanie około 60 milionów lat temu. W tym okresie obszary te były położone dużo niżej niż obecnie i znajdowały się na dnie jeziora znanego jako Lake Claron. W procesie sedymentacji na dnie jeziora wytworzyły się skały osadowe, głównie wapienie. Teren Cedar Breaks leży w pobliżu uskoku znanego jako Hurricane Fault, biegnącego w przybliżeniu wzdłuż obecnej autostrady międzystanowej nr 15. Około 10 milionów lat temu uskok ten stał się bardzo aktywny i dno jeziora uległo wypiętrzeniu do wysokości około 3150 m n.p.m. Wypiętrzone skały zostały wystawione na działanie erozji. Powstał w ten sposób naturalny amfiteatr, który można współcześnie podziwiać na terenie parku.

## Klimat
Ze względu na stosunkowo wysokie położenie parku klimat jest tam surowy. Przeciętne roczne opady śniegu wynoszą około 450 cm, a w lipcu niemal codziennie pada deszcz. Średnio aż 250 dni w roku temperatura spada poniżej 0 stopni Celsjusza. Z tego powodu ośrodek dla odwiedzających i kemping otwarte są zazwyczaj tylko od czerwca do października.